# Tyafa
Tyafa (macedónul: Ќафа, albánul Qafa) település Észak-Macedóniában, a Délnyugati körzet Kicsevói járásában, 2013-ig az Oszlomeji járás része volt, ami teljes egészében beolvadt a Kicsevói járásba.

## Népesség
| Lakosok száma | 171  | 203  | 224  | 180  | 157  |      | 34   | 5    |
|               | 1948 | 1953 | 1961 | 1971 | 1981 | 1991 | 1994 | 2002 |

2002-ben 5 lakosa volt, akik mindannyian albánok.